# Lagorai
De Lagorai is een bergketen in het oosten van de Italiaanse provincie Trente. De hoogste top is de 2754 meter hoge Cima Cece.
Het gebergte strekt zich uit van de Manghenpas in het westen tot de Rollepas in het oosten over een lengte van 50 kilometer. Het wordt door het Val di Fiemme begrensd in het noorden, door het Valsugana in het zuiden, het Val di Cembra in het westen en de dalen Vanoi en Primiero in het oosten. Ten zuiden van de bergketen ligt het granietgebergte van de Cima d'Asta dat ondanks de nabijheid geen deel uitmaakt van de Lagorai.
De Lagorai ligt in een van de ongereptste gebieden van de Alpen en is daarom erg geliefd bij bergwandelaars. Langs de hoofdkam ligt de wandelroute Translagorai die voert over ezelpaden, wandelpaden en militaire wegen die dateren uit de Eerste Wereldoorlog. Het oostelijkste deel van de keten maakt deel uit van het regionale natuurpark Paneveggio.

## Belangrijkste toppen
- Cima Cece, 2754 m
- Monte Colbricon, 2602 m
- Cima Lastè, 2682 m
- Monte Cauriol, 2494 m

## Berghutten
- Rifugio Cauriol, 1594 m
- Rifugio Colbricon, 1927 m
- Rifugio Erdemolo, 2036 m
- Rifugio Sette Selle, 2014 m
- Rifugio Spruggio, 1900 m